# سبعین
سبعین (به عربی: سبعین) یک شهرداری در الجزایر است که در استان تیارت واقع شده‌است. سبعین ۱۰٬۷۶۳ نفر جمعیت دارد.